# Cisilia
Cisilia Ismailova, conosciuta semplicemente come Cisilia (Amager, 19 dicembre 1998), è una cantante danese. La cantante è cresciuta nella capitale danese Copenaghen e ha origini marocchine e macedoni.

## Biografia
Cisilia è diventata con la pubblicazione del suo singolo di debutto, Ring den alarm. Il brano ha raggiunto la venticinquesima posizione in classifica. Ring den alarm è stato seguito da un secondo singolo, Vi to datid nu, quarto in classifica in Danimarca e certificato doppio disco di platino. Vi to datid nu è stata la canzone più passata del 2015 sulle due stazioni radiofoniche nazionali danesi P3 e P4. A maggio 2015 è uscito l'album di debutto di Cisilia, Unge øjne, che è arrivato primo in classifica nella classifica danese ed è stato certificato disco d'oro per le oltre 10 000 copie vendute. Ugne øjne è stato il ventiduesimo disco più venduto in Danimarca nel 2015. Dall'album sono stati estratti altri due singoli: Luftballon, ventunesimo in classifica e certificato disco d'oro, e Unge øjne.
Ai Danish Music Award del 2015 Cisilia è diventata la vincitrice più giovane della storia, quando all'età di 16 anni ha portato a casa i premi per il Successo danese dell'anno per Vi to datid nu e per il Miglior nuovo artista.

## Discografia

### Album in studio
- 2015 – Unge øjne